# 203-мм гаубица образца 1913 года
203-мм гаубица образца 1913 года — орудие, принятое на вооружение российской армии в 1913 году. Относилась к орудиям особой мощности и должно было заменить устаревшее 203-мм орудие образца 1877 года.

## Создание
Ориентируясь на ведение маневренной войны, русское командование не упускало случая обзавестись тяжёлыми орудиями полевого типа. Поэтому 1908 году Главное артиллерийское управление сформулировало тактико-технические характеристики 8 дюймовой-203 мм гаубицы. Запросы на опытные образцы отправили к французской фирме «Шнейдер» и к немецкой фирме «Крупп».Испытания проводились с 1912 по 1913 годы.

## Описание
Гаубица представляла собой короткоствольное, однобрусное орудие, для ведения огня на углах возвышения до 43°. Угол горизонтального наведения составлял 6°. Короткий ствол состоял из трубы и кожуха ствол длиной 13 калибров. Масса тела орудия с поршневым затвором составляла 2080 кг. Для стрельбы с мягкого грунта предполагали оснастить орудие башмачными поясами. Противооткатные устройства собраны под стволом и включали в себя гидравлический тормоз отката и гидропневматический накатник. Колесный ход не имел подрессоривания и это ограничивало скорость буксировки до 9 км/час.
Орудие стреляло всем ассортиментом 203 мм снарядов. Во время испытаний дальность стрельбы фугасным снарядом весом 98 кг, составила 8500 метров. Скорострельность составляла около 2,5 выстрелов в минуту.

## Производство
Путиловский завод, получив заказ на 32 гаубицы, к 1 январю 1918 года не выпустил ни одной гаубицы.